# Iszkra

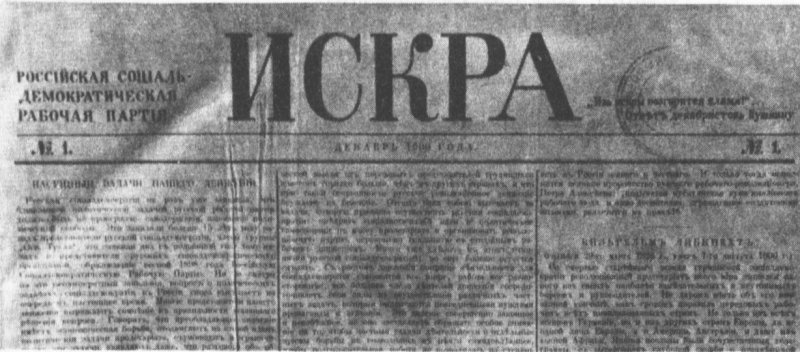
Az Iszkra első száma

Az Iszkra (oroszul: Искра, magyarul: Szikra) egy orosz politikai újság volt, melyet Lenin alapított 1900-ban az Oroszországi Szociáldemokrata Munkáspárt hivatalos lapjaként. Első száma 1900. december 1-jén jelent meg Stuttgartban. Később Münchenben, Londonban és Genfben jelent meg. 1903-ban, az Oroszországi Szociáldemokrata Munkáspárt szakadása után Lenin kivált a szerkesztőségből. A lap ettől kezdve mensevik befolyás alatt állt, a szerkesztőség munkáját 1905-ös megszűnéséig Georgij Plehanov irányította.

## Szerkesztők
- Vlagyimir Iljics Lenin
- Georgij Valentyinovics Plehanov
- Vera Ivanovna Zaszulics
- Pavel Boriszovics Akszelrod (Pinchas Borutsch)
- Julij Oszipovics Martov (Ilija Cederbaum)
- Alekszandr Lvovics Parvusz
- Alekszandr Nyikolajevics Potreszov

### Később
- Lev Davidovics Trockij (Lyov Davidovich Bronstein)